# Головко, Виль Васильевич
Виль Васильевич Головко́ (24 ноября 1932, Бар, Винницкая область, Украинская ССР — 26 декабря 2015, Москва, Россия) — советский российский артист цирка, режиссёр, постановщик цирковых программ, педагог. Народный артист СССР (1990).

## Биография
Отец во время войны пропал без вести, мать с детьми оказалась в эвакуации в Казахстане. Жили трудно, в землянке. После войны семья вернулась домой. Мать устроила Виля в Киевское суворовское военное училище, после окончания которого продолжил обучение в артиллерийском подготовительном училище. Будущим артиллеристам преподавали танцы. Его тянуло к большому искусству, однако в 1952 году, по выпуску из училища, лейтенанту В. Головко пришлось стать командиром взвода на одной из военных баз на севере страны. Серьёзно занялся спортом, многоборьем, выполнил норматив первого разряда по спортивной гимнастике. Вследствие крупномасштабного сокращения Вооружённых Сил, уволился из армии.
В 1955 году в Москве поступал на режиссёрский факультет ВГИКа, на курс С. И. Юткевича. Выдержав два тура, третий не прошёл. С. Юткевич посоветовал не терять год и поступить в цирковое училище, пояснив, что кинематограф — это, как и в цирке, та же игра, что и в театре. В 1959 году окончил Государственное училище циркового искусства (ныне Государственное училище циркового и эстрадного искусства имени М. Н. Румянцева (Карандаша))  как воздушный гимнаст. Так оказался на цирковой арене. Работал в «Союзгосцирке», позднее — в коллективе иллюзиониста Э. Т. Кио.
В 1972 году окончил ГИТИС (ныне Российский институт театрального искусства — ГИТИС) по специальности «режиссёр-постановщик».
Более восьми лет был художественным руководителем Всесоюзной дирекции по подготовке новых программ, аттракционов и номеров в Измайлово (ныне Центр циркового искусства).
В течение семи лет ставил Новогодние спектакли на главной спортивной арене страны — в Лужниках. В 1980 году был постановщиком спортивных празднеств на стадионе в Лужниках в рамках XX Олимпийских игр, в том числе программы закрытия Олимпиады, в 1986 — Игр доброй воли.
В 1989 году ушёл из «Союзгосцирка» (ныне «Росгосцирк») и создал свою студию «Синтез» при «Москонцерте», где проработал в течение двух лет, затем вернулся в «Росгосцирк». Был главным режиссёром департамента организации гастролей Генеральной дирекции «Росгосцирка».
Организовывал цирковые торжества и ставил программы в Южной Корее, Турции, США, Японии.
Вёл курс на отделении режиссуры цирка в ГИТИСе.
Бессменный член жюри Всемирного фестиваля циркового искусства.
Виль Васильевич Головко умер 26 декабря 2015 года на 84-м году в Москве. Похоронен на Троекуровском кладбище.

### Семья
- Отец — Головко Василий Афанасьевич (род. 1908), военнослужащий.
- Мать — Творжинская Мария Ивановна (род. 1912), специалист сельского хозяйства.
- Жена — Гаджикурбанова Алмаз (род. 1948), артистка цирка.
- Дети:[6]
  - сын — Вилен Вильевич (род. 1958), артист цирка, режиссёр,  Народный артист Российской Федерации (2019)[7].
  - дочь — Светлана Вильевна (род. 1958), художник.
  - приёмный сын — Милаев Александр Александрович, артист цирка.

## Награды и звания
- Заслуженный деятель искусств РСФСР (14.02.1980)[8]
- Народный артист РСФСР (28.10.1985)[9]
- Народный артист СССР (12.01.1990) — за большие заслуги в развитии советского искусства[9]
- Орден «За заслуги перед Отечеством» IV степени (05.08.2000) — за заслуги в развитии циркового искусства[10]
- Орден Почёта (22.04.2013) — за большие заслуги в развитии отечественной культуры и искусства, многолетнюю плодотворную деятельность[11]
- Благодарность Президента Российской Федерации (17.11.2007) — за большой вклад в развитие циркового искусства и многолетнюю творческую деятельность[12]
- Лауреат Всесоюзных конкурсов циркового искусства (1967, 1972)[9]
- Золотая медаль Союза артистов Болгарии (1970)
- Лауреат Международного конкурса в Монте-Карло, обладатель Гран-при «Золотой клоун» — одной из самых значимых для артистов цирка наград (1995)
- Первая ежегодная премия за выдающиеся достижения в сфере эстрадно-циркового искусства («Росгосцирк» и ГТЦ «ЦиркКонцерт», 2011)